# O silêncio das ostras

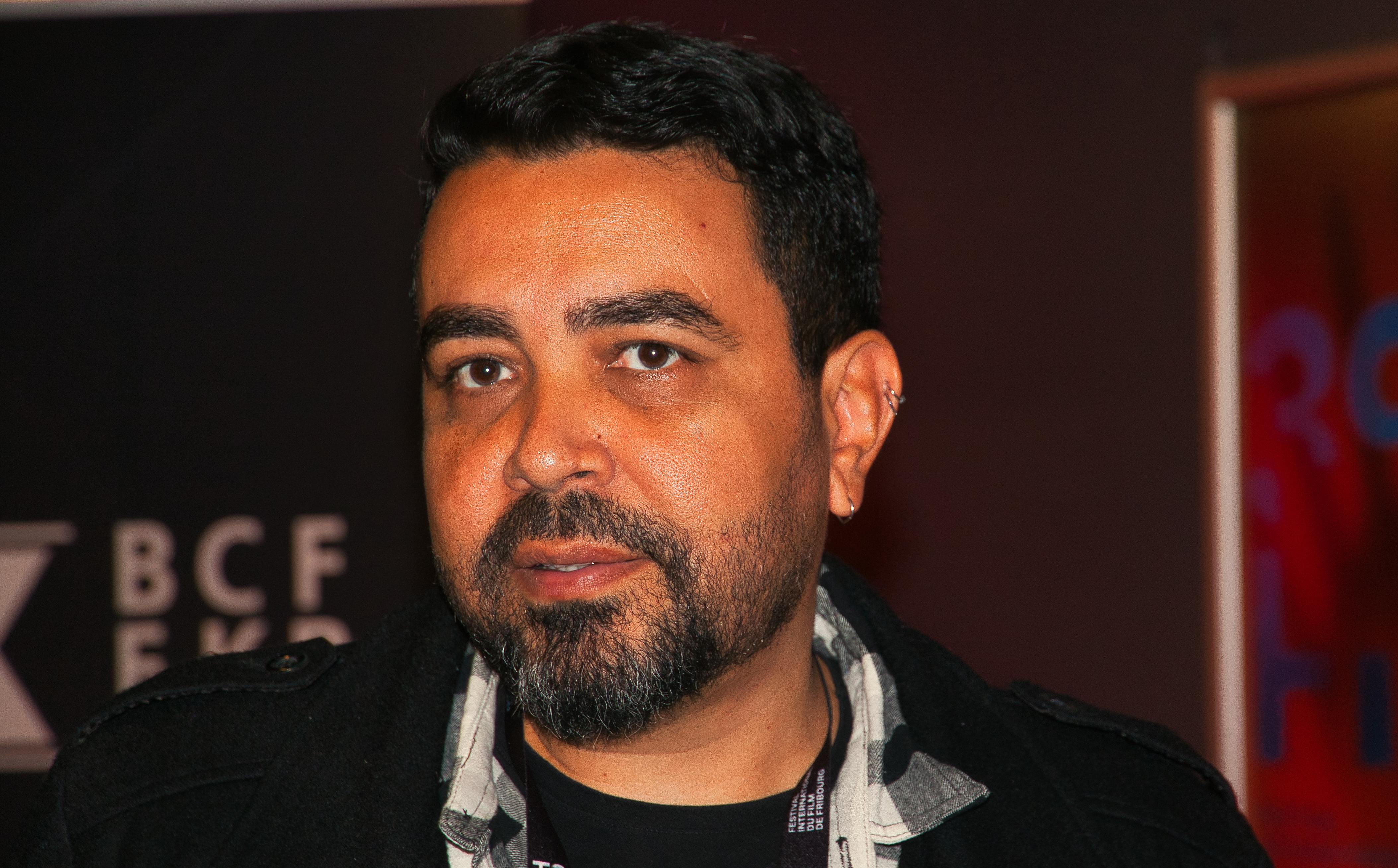
Der brasilianische Regisseur und Drehbuchautor Marcos Pimentel am FIFF 2025 in Freiburg

O silêncio das ostras (deutsch: Das Schweigen der Austern) ist ein Langspielfilm des brasilianischen Regisseurs und Drehbuchautors Marcos Pimentel mit Bárbara Colen, Lira Ribas, Sinara Teles und Lavínia Castelari in den Hauptrollen. Der Spielfilm thematisiert in magischen Bildern und langen Einstellungen den schrittweisen Zerfall einer einfachen Familie in einer Arbeitersiedlung eines brasilianischen Bergbauunternehmens und gleichzeitig die schleichende Zerstörung der Natur, die immer mehr zum giftigen Friedhof wird, wie die wachsende Sammlung toter Käfer an den Zimmerwänden verdeutlicht. Obwohl der Film Archivmaterial von Umweltkatastrophen in Minas Gerais nutzt, versteht er sich als Spielfilm, nicht als Dokumentarfilm. 

## Handlung
O silêncio das ostras zeigt die Veränderungen einer Familie, deren Alltag sich um Bergbauaktivitäten in einem kleinen Dorf in der Region von Brumadinho dreht. Da ist ein durch die ungesunde Arbeit erkrankter Vater, eine vom Alltag überforderte Mutter, die von ihren begrabenen Träumen überwältigt wird, und mehrere Kinder, deren Horizont sich darauf beschränkt, für das Bergbauunternehmen zu arbeiten und die somit die Kette der Ausbeutung fortsetzen. Der Betrachter erlebt diesen Mikrokosmos durch die Augen des Mädchens Kaylane, eines verschlossenen Kindes, welches den Lauf der Zeit nicht in dem Rhythmus erlebt, den die kapitalistische Produktivität erheischt. Sie hegt echte Neugier an den kleinen Gliederfüsslern, denen sie auf ihren Wanderungen begegnet oder die in ihr bescheidenes und verletzliches Heim eindringen.
In den ersten zwei Dritteln spielen sich die meisten Interaktionen zwischen dem Mädchen und seiner Mutter ab, obwohl auch andere Familienmitglieder eine Rolle spielen. Durch die unschuldigen Augen des Kindes begegnet der Zuschauer dem trostlosen Leben der Mutter und ihrer Perspektivlosigkeit. Die Bergbaufirma ist allgegenwärtig, auch wenn sie nicht im Bild erscheint. Das Geräusch der Maschinen zieht sich wie ein roter Faden durch die gesamte Erzählung. Die Verweigerung jeglicher Lohnerhöhung zeigt die Abhängigkeit und Machtlosigkeit der Familie. Der Zirkus hypnotisiert die Zuschauer und verschafft den einfachen Dorfbewohnern eine augenblickliche Illusion des Glücks.
Der Film von Marcos Pimentel verbindet Naturalismus und magischen Realismus miteinander, indem er die Erfahrungen der Familie parallel zu Kaylanes Perspektive schildert. Bilder machen die Erosion der Umwelt und der menschlichen Gemeinschaft deutlich. Kaylane verliert einen Bruder nach dem andern, ihre Mutter und ihren Vater. Die Kamera zeigt die erodierende Oberfläche der Haut dieser Menschen und der Wände und Decken in derselben Intensität wie die Erosion, die durch die Ausbeutung dieser Berglandschaft stattfindet. Die erstickende Engnis in diesen von so vielen Kindern bewohnten Räumen kontrastiert mit der Isolation dieser Menschen in dieser Unendlichkeit. Schließlich verwandelt der Film die verheerende Schlammlawine, die sich mit der Katastrophe in die Flüsse und das Meer ergießt, in ein bedenkliches Gemälde.
Der Film macht den Lauf der Zeit mit der gleichen Elastizität erlebbar wie für Kaylane. Obwohl der Film in verschiedenen Jahrzehnten spielt, hat der Zuschauer den Eindruck, dass die Zeit einem zyklischen Fluss folgt. Der von der Werbung versprochene Fortschritt erweckt bei den Bewohnern Erwartungen. Aber statt Fortschritt herrscht Stagnation oder noch schlimmer: Was prekär war, wird noch prekärer. Die einzigen Veränderungen sind die aufeinander folgenden Verluste. Das zeigen auch die Innenräume, wo Wände geschmückt sind mit Fotos der abgewanderten Brüder, mit Totenschädeln und toten Insekten. Es sind Erinnerungen. Wie Stillleben verweisen sie auf die auseinanderfallende Familie und die sterbende Natur, die mehr und mehr nur noch in der Erinnerung zu überlebt scheint. Kaylane und ihr Hund sind die Einzigen, die den Ort nicht verlassen, bis ein Dammbruch die Region verwüstet und vergiftet. Nachdem Kaylane all ihre Welten verloren hat, besteht sie darauf, zu überleben und Widerstand zu leisten. Ein Film über das Erwachsenwerden und Träumen inmitten von Staub, Schlamm und Schweigen.

## Rezeption
Laut Filmkritiker Alvaro Goulart spielt der Film mit seiner politischen Anprangerung mittels dokumentarischer Bilder auf das Neue Kino an, das Experimente zulässt. Ferner schaffe O silêncio das Ostras Bezüge zu Vidas Secas, dem Filmklassiker von Nelson Pereira dos Santos. In beiden Filmen werde eine Familiensaga erzählt, das Geräusch eines Ochsenkarrens kehre leitmotivisch wieder, ein von den Protagonisten adoptierter Hund, eine Straßenkreuzung namens Ostra (deutsch: Auster) in Pimentels Film bzw. das Maskottchen namens Baleia (deutsch: Wal) im Filmklassiker. Beide Hunde sehen sich ähnlich und beide sind nach Meerestieren benannt. Gemeinsam sei beiden Filmen, dass die imperialistische Gewalt und die Revolte der Kolonisierten aus der Ästhetik des Hungers komme, genauso wie Kaylanes Flucht teilweise in Traumbildern wahrnehmbar sei. Goulart bemängelt aber, dass der Schluss des Films trotz der magischen Sichtweise der kleinen und der mit Leben erfüllten erwachsenen Kaylane die neuen Momente dieses Films erblassen lasse. Durch das Beharren auf der Kontinuität einer Geschichte nach der Katastrophe zugunsten eines Formats, das zum Dokumentarischen tendiere, um die Anprangerung zu unterstreichen, scheine die Erzählung ihren Weg verloren zu haben, genau wie die Figur, die angesichts des Meeres der Verwüstung ihren Bezugspunkt verloren habe, kritisiert Alvaro Goulart. Er stellt den Film in den Zusammenhang mit dem alten amerikanischen Westen, wo Eisenbahnunternehmen im Namen des Fortschritts unter hoher Kapitalkonzentration entlang der Schienenstränge Städte entstehen und prosperieren ließen, aber auch den Boden der Ureinwohner, armer, staubiger Siedlungen, durchquert hätten. Auf diesem trockenen Boden hätten sie Spuren von Eisen und Blut hinterlassen. Das Leid und die Ausbeutung von Vielen sei damals wie heute der Preis für den Profit Weniger.
Ernesto Loaiza befürchtet, dass die Familiengeschichte zu sehr in die Länge gezogen werde und dadurch das Filmerlebnis beeinträchtige. Er räumt aber ein, dass der Titelbegriff silêncio (deutsch: Schweigen, Stille) natürlich zu langen Einstellungen einlädt. Interessanter als jede andere Figur mit Ausnahme von Kaylane sei es, die Veränderungen des Raums dieser Gemeinschaft wahrzunehmen. Von der Ankunft der ersten Straßenlaterne bis zur Räumung der Häuser habe die künstlerische Leiterin, Juliana Lobo, die Gestaltung der Umgebung im Laufe von Jahrzehnten eindrücklich gemeistert. Er bedauert, dass die in die Länge gezogenen Familiengeschichten von den eigentlichen Stärken dieses Films, den Betrachtungen des Raums, ablenke. Der Film verbringe viel Zeit mit langen Einstellungen, die die Region zeigen: der verschmutzte See, die Hügel, die abgetragen werden, der Schlamm, der sich ergießt, und das alles mit einem sehr gut konstruierten Sounddesign, das neben dem Bild auch die Details erkennen lässt. Diese Aufmerksamkeit für die kleinsten Details des Landes, mit langsamen Aufnahmen und leisen Tönen, kontrastiere sehr gut mit den Archivbildern, lange vor dem Abspann, von Umweltkatastrophen, wie dem Dammbruch in Brumadinho, die durch die Zartheit dessen, was vorher gezeigt wurde, hervorgehoben würden.
Laut Olivier Wyser, Journalist bei La Liberté, stellt der düstere und verzweifelte Film eine Kritik am Kapitalismus und an den Verfahren dar, mit denen die Bergbauunternehmen in Brasilien Freiluftgefängnisse schaffen, in denen Menschen und Land langsam erodieren.
Marcos Faria macht auf das Lied aufmerksam, das Pimentel leitmotivisch im Film einsetzt. In einem humorvollen Moment singt Kaylanes Mutter einen Ausschnitt aus «Pequena Eva», der brasilianischen Version des berühmten Hits von Umberto Tozzi. Die erste brasilianische Version wurde 1983 von der Band Rádio Taxi erfolgreich lanciert, weitere folgten 1997 von Ivete Sangalo und 2020 noch eine modernere der beiden Bands Fresno und Far From Alaska. Der Text, den Giancarlo Bigazzi geschrieben hat, handelt vom Ende der Menschheitsgeschichte auf der Erde, dem Ende der irdischen Odysee und der Flucht in der Arche Noahs und der ewigen Liebe. Das als Leitmotiv eingesetzte Lied ruft in jeder Szene, in der es erklingt, andere Emotionen hervor.